# Johnson County (Illinois)
Das Johnson County ist ein County im US-amerikanischen Bundesstaat Illinois. Im Jahr 2010 hatte das County 12.582 Einwohner und eine Bevölkerungsdichte von 14,1 Einwohnern pro Quadratkilometer. Der Verwaltungssitz (County Seat) ist Vienna.

## Geografie
Das County liegt im Süden von Illinois und hat eine Fläche von 904 Quadratkilometern, wovon elf Quadratkilometer Wasserfläche sind. An das Johnson County grenzen folgende Nachbarcountys:
|                | Williamson County | Saline County |
| Union County   |                   | Pope County   |
| Pulaski County |                   | Massac County |

## Geschichte

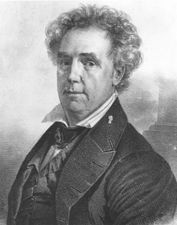
Richard M. Johnson

Das Johnson County wurde am 14. September 1812 aus Teilen des Randolph County gebildet, gehört aber zu den 15 Original-Countys des Territoriums Illinois.
Benannt wurde es nach Richard M. Johnson (1780 oder 1781–1850), einem Offizier im Krieg von 1812, US-Senator von Kentucky (1819–1829) und neunten Vizepräsidenten der USA (1837–1841).

Der erste Sitz der Countyverwaltung war im Haus von John Bradshaw (1813–1814), danach wurde es Elvira (1814–1818), bevor es 1818 Vienna wurde.

### Territoriale Entwicklung

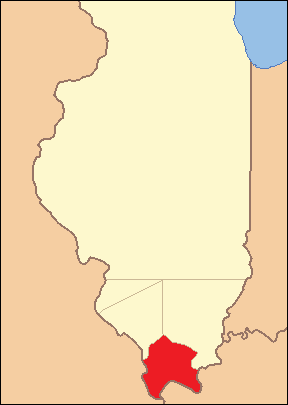
Das Johnson County von seiner Gründung im Jahr 1812 bis 1816
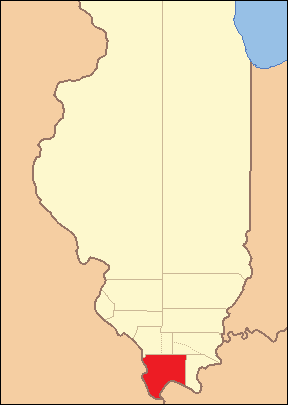
1816 bis 1818
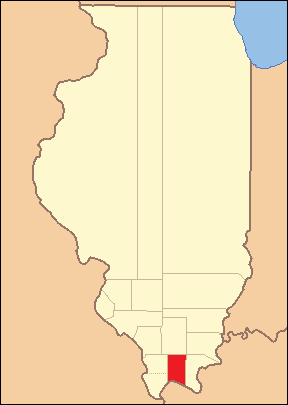
1818 bis 1843
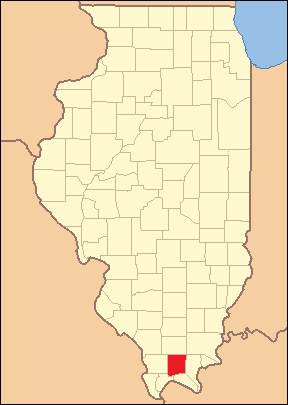
1843 bis heute

## Demografische Daten
Nach der Volkszählung im Jahr 2010 lebten im Johnson County 12.582 Menschen in 4396 Haushalten. Die Bevölkerungsdichte betrug 14,1 Einwohner pro Quadratkilometer. In den 4396 Haushalten lebten statistisch je 2,24 Personen.
Ethnisch betrachtet setzte sich die Bevölkerung zusammen aus 89,9 Prozent Weißen, 8,5 Prozent Afroamerikanern, 0,4 Prozent amerikanischen Ureinwohnern, 0,2 Prozent Asiaten sowie aus anderen ethnischen Gruppen; 1,0 Prozent stammten von zwei oder mehr Ethnien ab. Unabhängig von der ethnischen Zugehörigkeit waren 3,1 Prozent der Bevölkerung spanischer oder lateinamerikanischer Abstammung.
18,8 Prozent der Bevölkerung waren unter 18 Jahre alt, 63,6 Prozent waren zwischen 18 und 64 und 17,6 Prozent waren 65 Jahre oder älter. 44,2 Prozent der Bevölkerung war weiblich.

Das jährliche Durchschnittseinkommen eines Haushalts lag bei 41.619 USD. Das Pro-Kopf-Einkommen betrug 16.402 USD. 13,6 Prozent der Einwohner lebten unterhalb der Armutsgrenze.

## Ortschaften im Johnson County
City
- Vienna

Villages
| - Belknap - Buncombe - Cypress | - Goreville - New Burnside - Simpson |

Unincorporated Communitys
| - Bloomfield - Boles - Crossroads - Dixon Springs - Eagle Point Bay - Elvira - Flatwoods | - Forman - Ganntown - Grantsburg - Joppa Junction - Lick Creek - Mermet - New Columbia | - Omar - Ozark - Parker - Pleasant Grove - Pulleys Mill - Reevesville - Reynoldsburg | - Robbs - Samoth - Sandburn - Tunnel Hill - Wartrace - West Vienna - White Hill |

## Gliederung
Das Johnson County ist in 17 Bezirke (precincts) eingeteilt:
| Bezirk                    | Einwohner (2010) | FIPS     |
| ------------------------- | ---------------- | -------- |
| Belknap precinct          | 245              | 17-90346 |
| Bloomfield precinct       | 922              | 17-90450 |
| Burnside precinct         | 516              | 17-90558 |
| Cache precinct            | 593              | 17-90594 |
| Elvira precinct           | 820              | 17-91188 |
| Goreville No. 1 precinct  | 1500             | 17-91440 |
| Goreville No. 2 precinct  | 528              | 17-91458 |
| Grantsburg No. 1 precinct | 1915             | 17-91512 |
| Grantsburg No. 2 precinct | 296              | 17-91530 |
| Lake No. 1 precinct       | 885              | 17-91840 |
| Lake No. 2 precinct       | 457              | 17-91842 |
| Ozark precinct            | 545              | 17-92340 |
| Simpson precinct          | 582              | 17-93168 |
| Tunnel Hill precinct      | 619              | 17-93456 |
| Vienna No. 1 precinct     | 515              | 17-93528 |
| Vienna No. 2 precinct     | 937              | 17-93546 |
| Vienna No. 3 precinct     | 707              | 17-93552 |